# Konrad Typek
Konrad Typek (ur. 31 grudnia 1966 w Legnicy) – polski szachista, mistrz międzynarodowy od 1993 roku.

## Kariera szachowa
W 1989 r. zajął IV miejsce w otwartym turnieju w Porąbce. W 1994 r. zajął II miejsce w międzynarodowym turnieju w Clichy. Dwukrotny medalista drużynowych mistrzostw Polski (Rewal 1992 – złoty, Lubniewice 1993 – brązowy) oraz dwukrotny brązowy medalista drużynowych mistrzostw Polski w szachach błyskawicznych (Miętne 1989, Głogów 1994) – wszystkie w barwach klubu "Miedź" Legnica.
Najwyższy ranking w karierze osiągnął 1 lipca 1993 r., z wynikiem 2410 punktów dzielił wówczas 23-26. miejsce wśród polskich szachistów. Od 1997 r. nie występuje w turniejach klasyfikowanych przez Międzynarodową Federację Szachową.